# التقسيم الإداري في جزر القمر
أرخبيل جزر القمر يشكل مجموعة من الجزر الواقعة جنوب شرق أفريقيا، شرق موزامبيق وشمال غرب مدغشقر. ويتبع الأرخبيل بلدين مستقلين، هما اتحاد جزر القمر إلى الغرب، والجمهورية الفرنسية (أقاليم ما وراء البحار) لتشكل الجزء الشرقي. الوجود الفرنسي في جزر القمر مُدان مرارا وتكرارا من قبل المجتمع الدولي.

## الجزر الصغيرة
- جزر أجانغوا
- أنجازيغا
- أومبي
- جزيرة بامبو
- باندلي
- بوني
- بوزي
- كاكازو
- كانزوني
- شيسيوا بولاشامبا
- شيسيوا بولاماهومبي
- شيسيوا بولامانغا
- شيسيوا بولاميراجي
- شيسيوا شاندزي
- شيسيوا شيكوندو
- شيسيوا دزاها
- شيسيوا فورو
- شيسيوا غناندزا
- شيسيوا مغنوغني
- شيسيوا مبوغو

## انظر
- قائمة مدن جزر القمر